# Dargun
Dargun is een gemeente in de Duitse deelstaat Mecklenburg-Voor-Pommeren, en maakt deel uit van het Landkreis Mecklenburgische Seenplatte.
Dargun telt 4.331 inwoners.

## Indeling van de gemeente

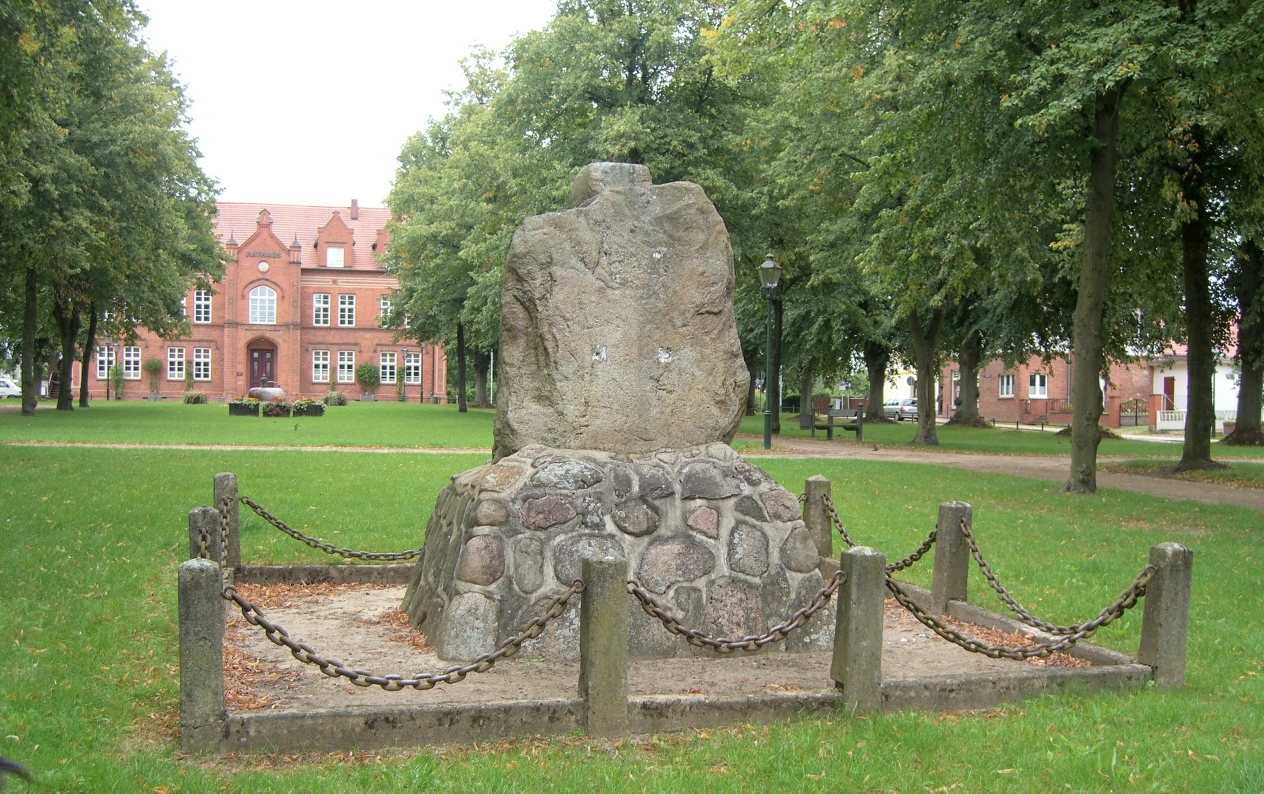
Monument; op de achtergrond: het stadhuis (voormalig 19e-eeuws schoolgebouw) met fontein.
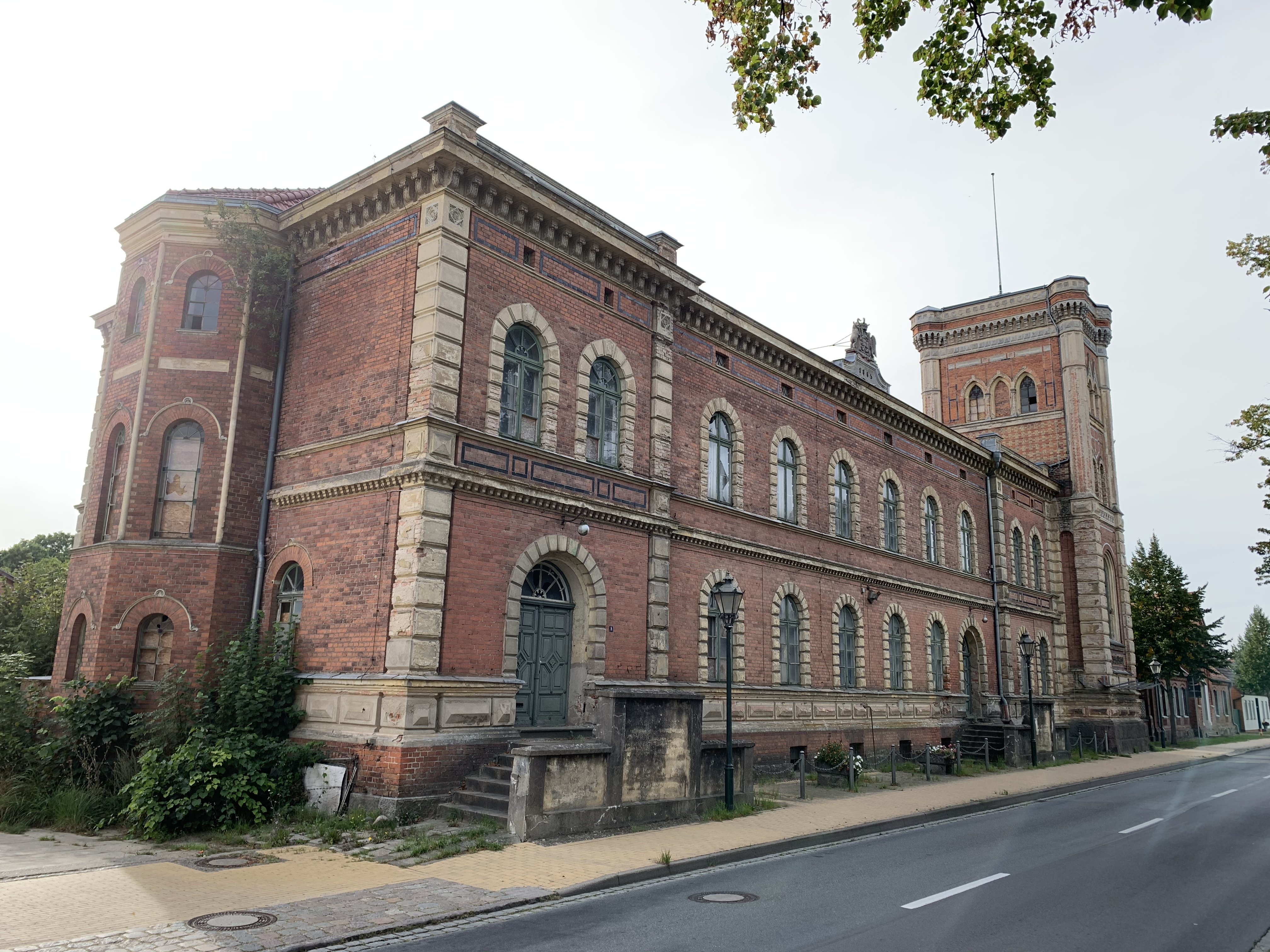
Voormalig landdrosten- en stadhuis (1865)

Blijkens artikel 12 van de hoofdgemeenteverordening (Hauptsatzung) van de gemeente Dargun d.d. 17 maart 2015, ingegaan op 1 januari van dat jaar, bestaat deze, naast het gelijknamige stadje, uit de volgende vier Ortsteile, alle kleine dorpen:
- Brudersdorf (6 km ten noorden van het stadje)
- Stubbendorf (6 km ten noord-noordwesten van het stadje)
- Wagun (3 km ten zuidwesten van het stadje)
- Zarnekow (2 km ten oosten van het stadje).

Daarnaast zijn er nog meer dan 10 kleine dorpen en gehuchten, die tot de gemeente behoren, en niet de status van Ortsteil hebben.

## Geografie, infrastructuur
Dargun wordt doorsneden door de belangrijke verkeersweg Bundesstraße 110. De dichtstbij gelegen aansluiting op een Autobahn is afrit 19 Tessin van de Autobahn A20. Deze afrit bereikt men vanuit Dargun over de B110 via Gnoien, afstand circa 25 km in noordwestelijke richting.
Dertien kilometer ten oosten van Dargun ligt Demmin, de dichtstbij gelegen plaats met een spoorwegstation. Daarvandaan kan men naar Dargun (en verder tot Gnoien) reizen per lijnbus, die echter slechts 3 x per dag rijdt.
Bij Dargun liggen enkele meren. De plaats ligt aan de noordkant van een nationaal park met de naam Naturpark Mecklenburgische Schweiz & Kummerower See.

## Geschiedenis

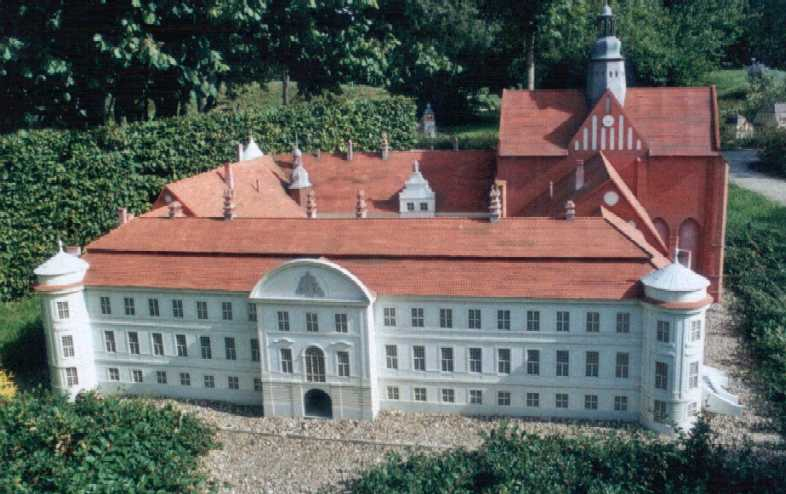
Model van hoe het kasteel Dargun er tot 1945 uitzag

Op de locatie van het huidige Dargun hebben in de 10e-12e eeuw Slavische nederzettingen gestaan. In het kader van de oostkolonisatie vestigden zich hier vanaf de 11e eeuw Duitse kolonisten.
Dargun bezat sedert de middeleeuwen een cisterciënzerklooster; de eerste abt is in 1176 aangetreden. Na de Reformatie in de 16e eeuw werd de streek evangelisch-luthers, en werd het klooster opgeheven. De gebouwen werden door plaatselijke heren tot woonkasteel verbouwd. Aan het eind van de Tweede Wereldoorlog brandde het complex, samen met de voormalige kloosterkerk, geheel af. Na Die Wende, in 1991, werden initiatieven ontplooid om deze gebouwen te restaureren. Anno 2020 zijn de ruïnes door conservering voor verder verval behoed.
Dargun zelf ontstond als nederzetting rondom het klooster, en was vanaf 1242 (verlening marktrecht) een vlek. Stadsrecht werd pas in 1938 door Adolf Hitler verleend.

## Economie
Te Dargun staan twee regionaal belangrijke bedrijven: een bierbrouwerij annex frisdrankfabriek (die tot een Deens drankenconcern behoort) en een zuivelfabriek, die vooral kaas produceert. Deze bedrijven zijn, samen met enige als lokaal midden- en kleinbedrijf te kenschetsen ondernemingen, gevestigd aan de B110, op een groot bedrijventerrein aan de oostkant van het stadje. Verder is, o.a. door de nabijheid van de meren van het Mecklenburger Merenplateau het toerisme van belang.

## Bezienswaardigheden, recreatie
Dargun ligt slechts enkele kilometers ten noorden van het voor watersporters attractieve meer Kummerower See. Ten zuiden van dit meer ligt, in het Mecklenburger Merenplateau, het stadje Malchin. Ook bij Dargun zelf liggen enkele meertjes, waarvan de Klostersee aan de westrand van het stadje het grootste is.
De imposante ruïnes van het klooster- en kasteelcomplex worden met name in de zomer gebruikt voor openluchtconcerten en -voorstellingen. Spectaculair is de lichtshow, waarbij de grote brand uit 1945 d.m.v. rood vuurwerk schijnbaar wordt nagespeeld. Een groot bijgebouw van het voormalige klooster, een tiendschuur, heeft het oorlogsgeweld en het verval in de DDR-periode doorstaan en dient uiteenlopende culturele doelen. In een ander bijgebouw is het plaatselijke streekmuseum, Uns lütt Museum, gevestigd, dat mede is ingericht voor bezoekers met kinderen vanaf circa 5 jaar. De ruïne van de kloosterkerk is van een semi-permanent tentdak voorzien, wat als effect heeft, dat bij openluchtconcerten in de kerkruïne een bijzondere akoestiek ontstaat. Een gedeelte van de kasteelruïne met de naam Mittelrisalit (middenrisaliet) is een expositieruimte voor o.a. beeldende kunst. Rondom het complex ligt een uitgestrekt, openbaar park.
De evangelisch-lutherse Parochiekerk van Dargun is van buiten en van binnen bezienswaardig. Het godshuis heeft een lange en bewogen geschiedenis, die teruggaat tot de 12e eeuw.
Vijf kilometer ten zuiden van Dargun ligt Aalbude, aan de Peene. Deze uitspanning was van de late middeleeuwen tot en met de 18e eeuw een kleine nederzetting van palingvissers en tevens een grenspost tussen Mecklenburg-Schwerin en het Hertogdom Pommeren. Hier werd van passanten ook tol geheven.

## Afbeeldingen

Korenschuur en museumgebouw van het klooster- en kasteelcomplex, rechts de ruïne
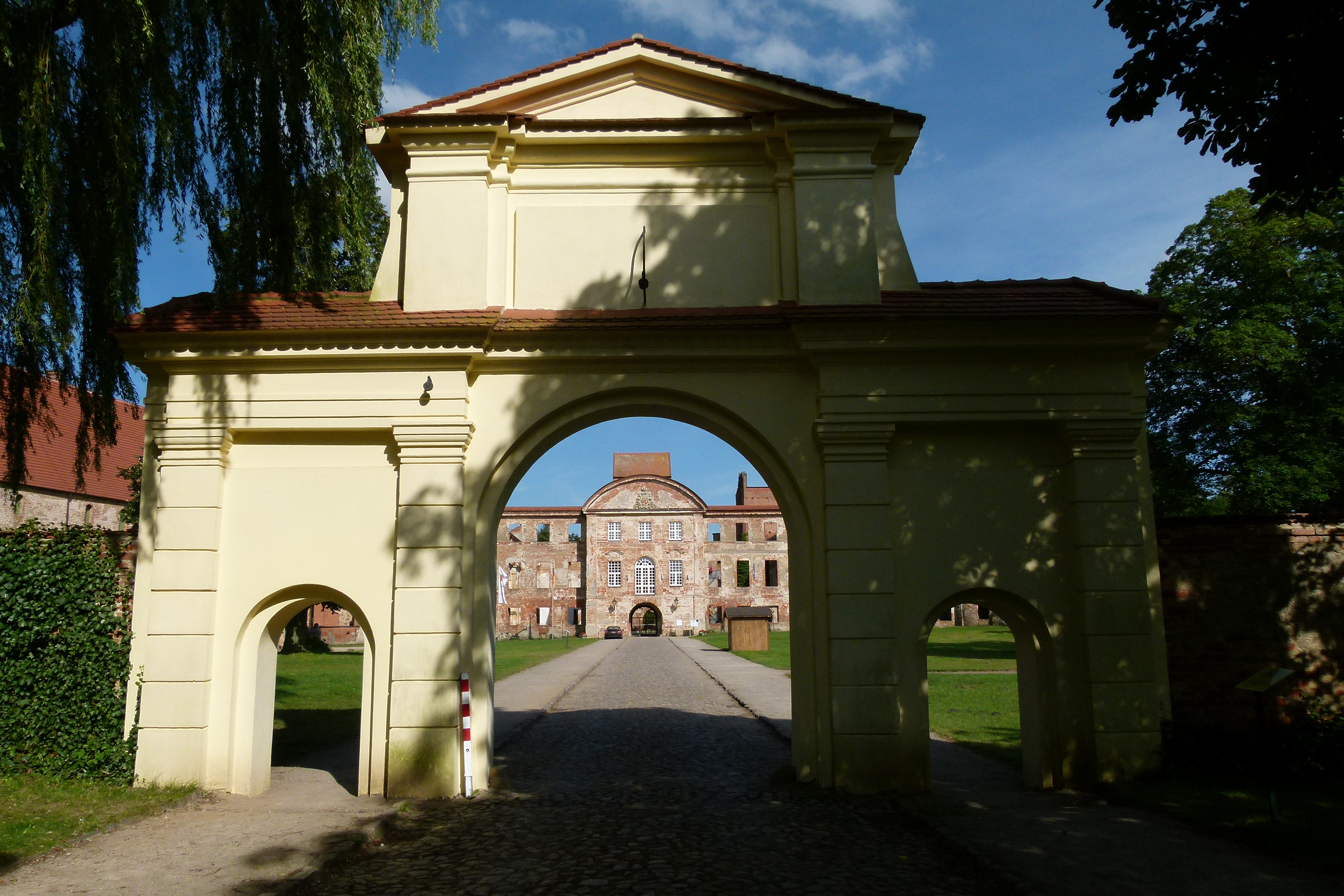
Inrijpoort hiervan Gelbes Tor
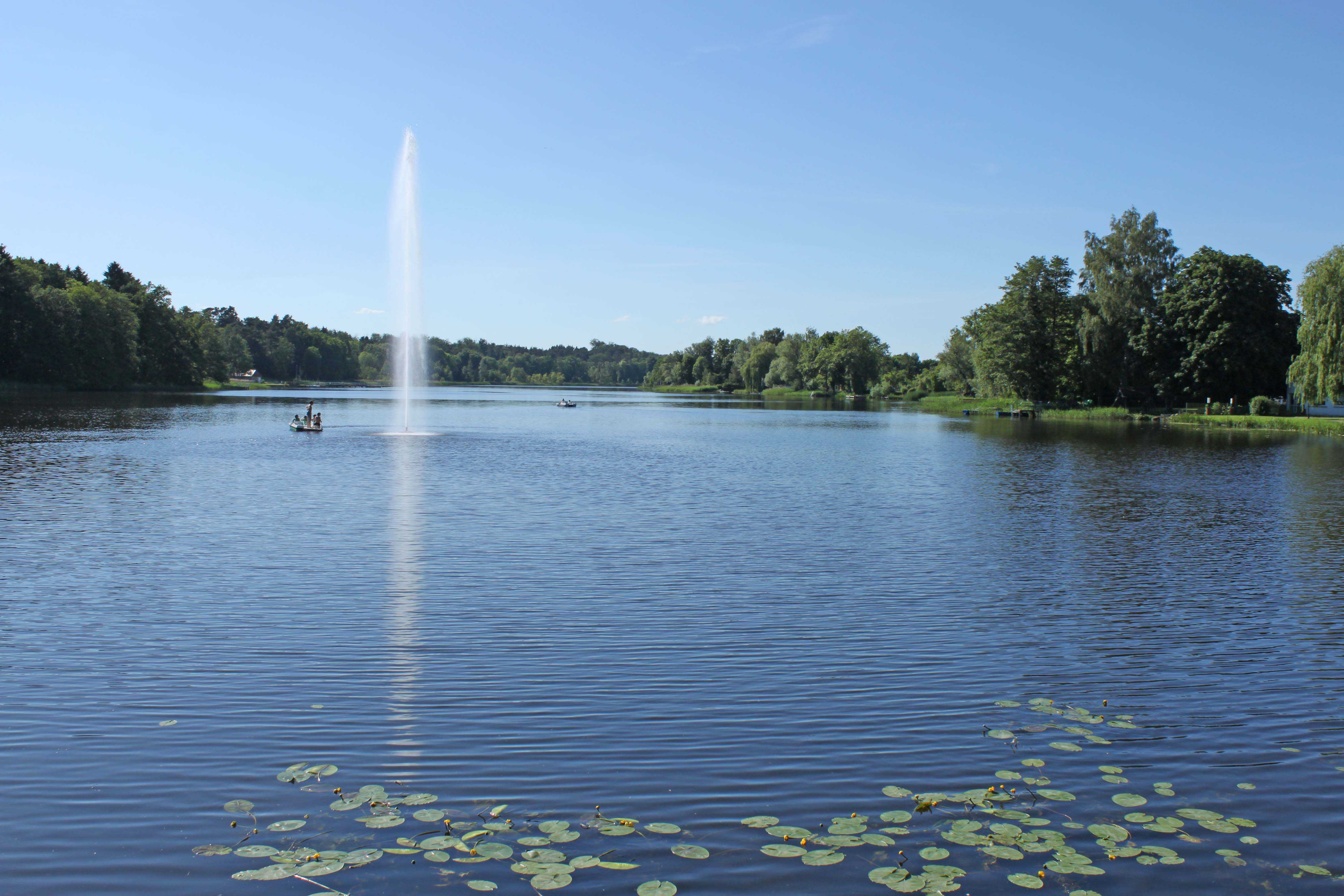
Het meertje Klostersee
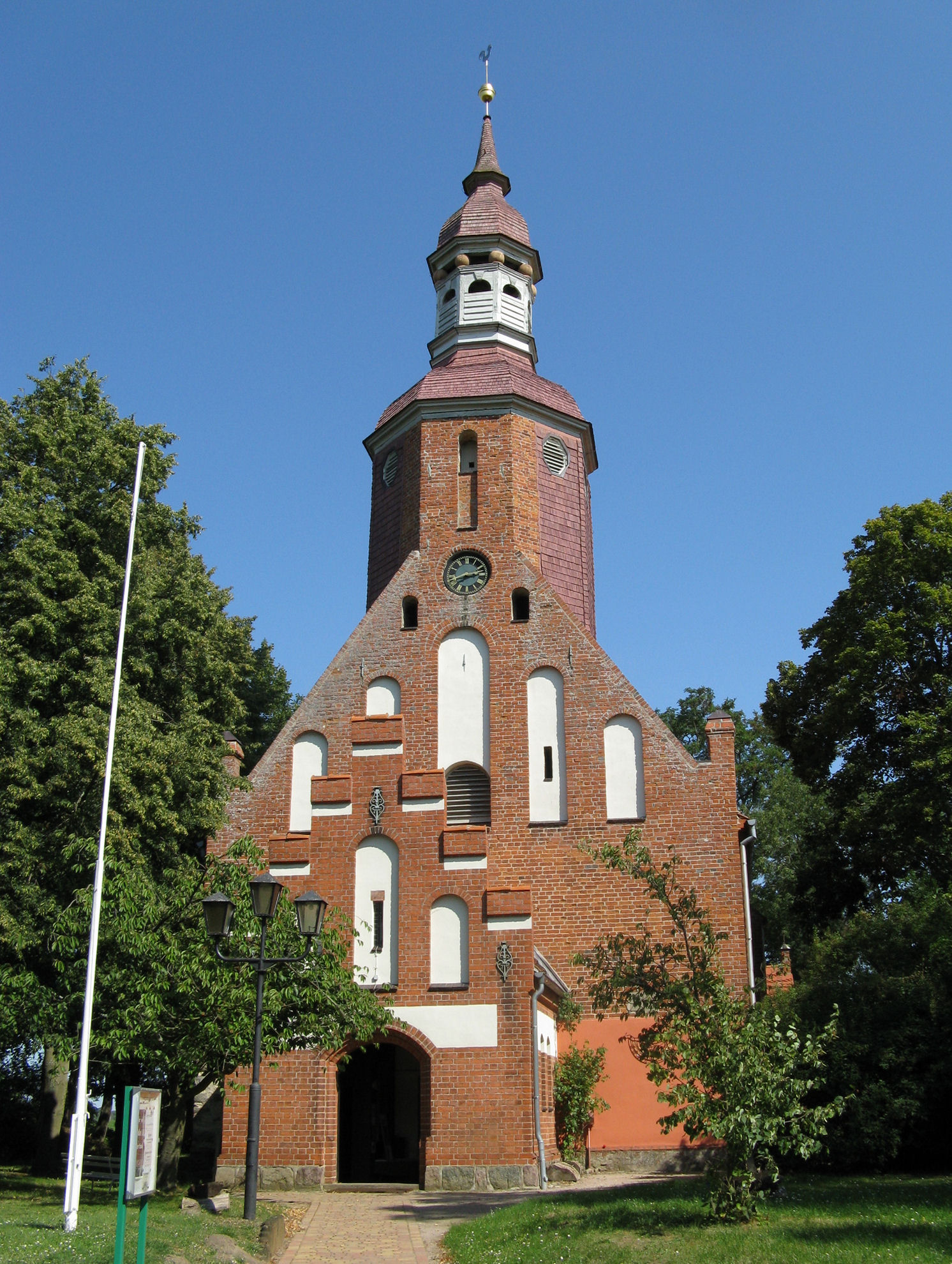
Parochiekerk Dargun, westzijde
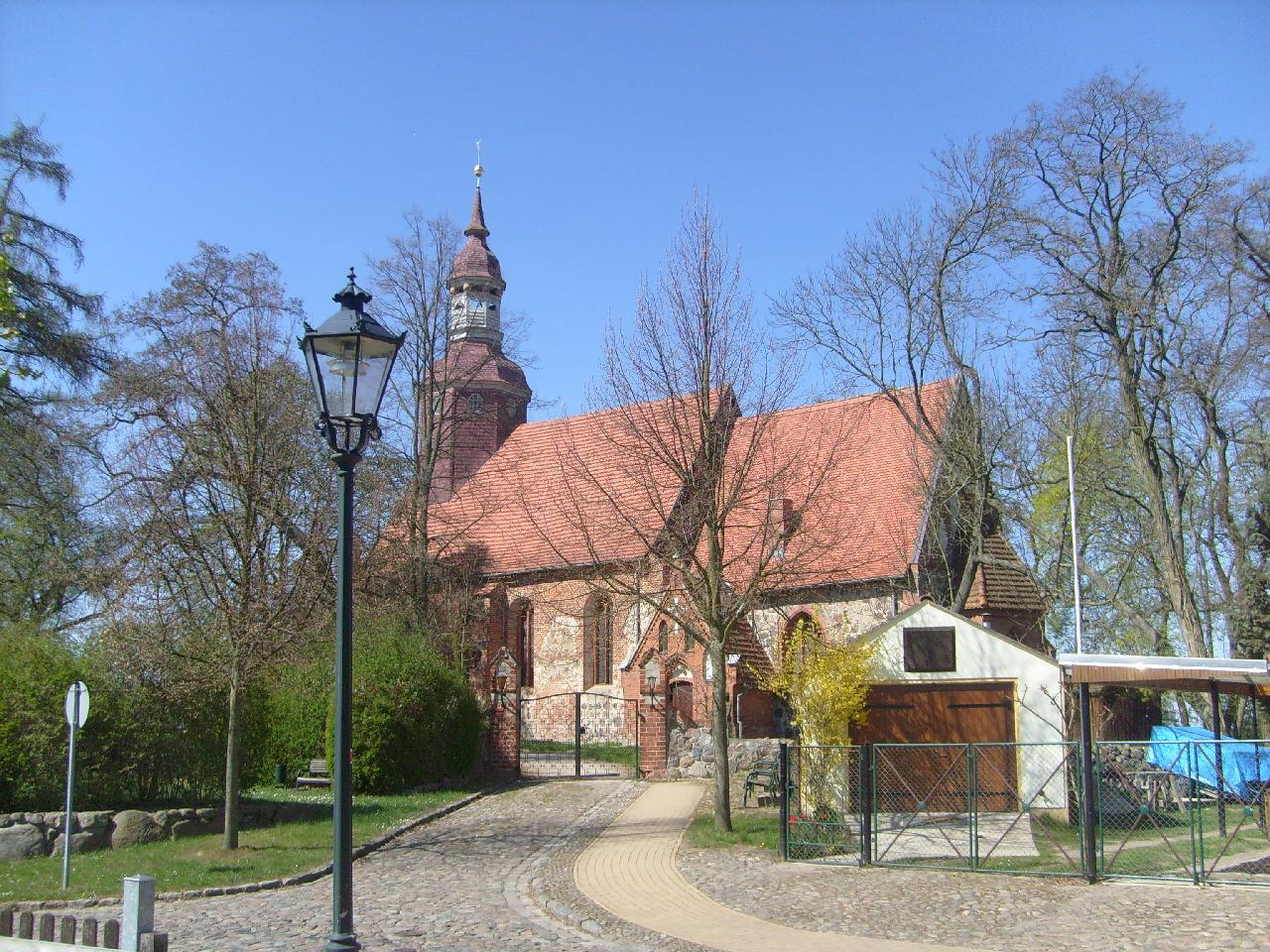
Idem zuidoostzijde
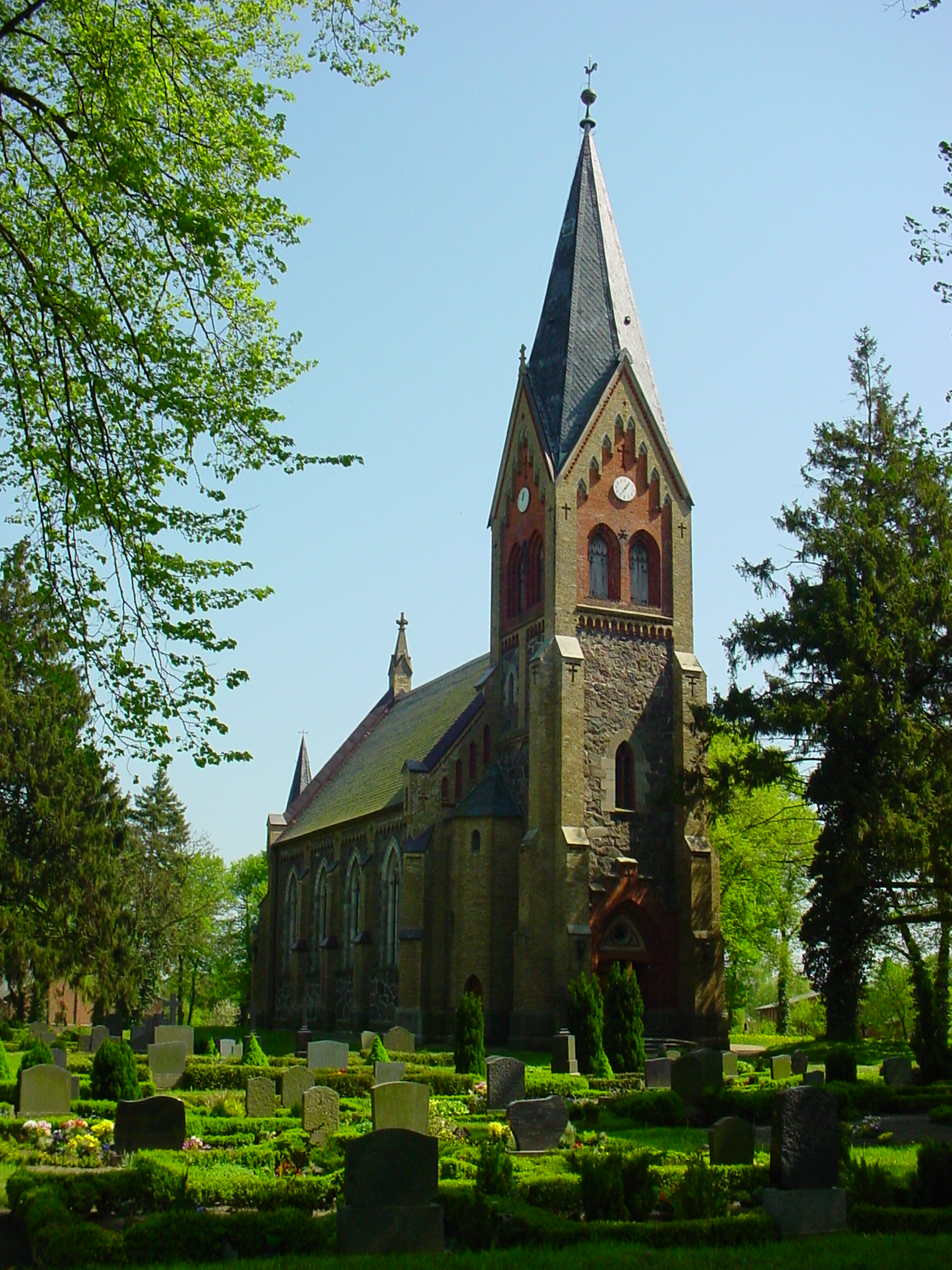
Kerk van Brudersdorf (1865)
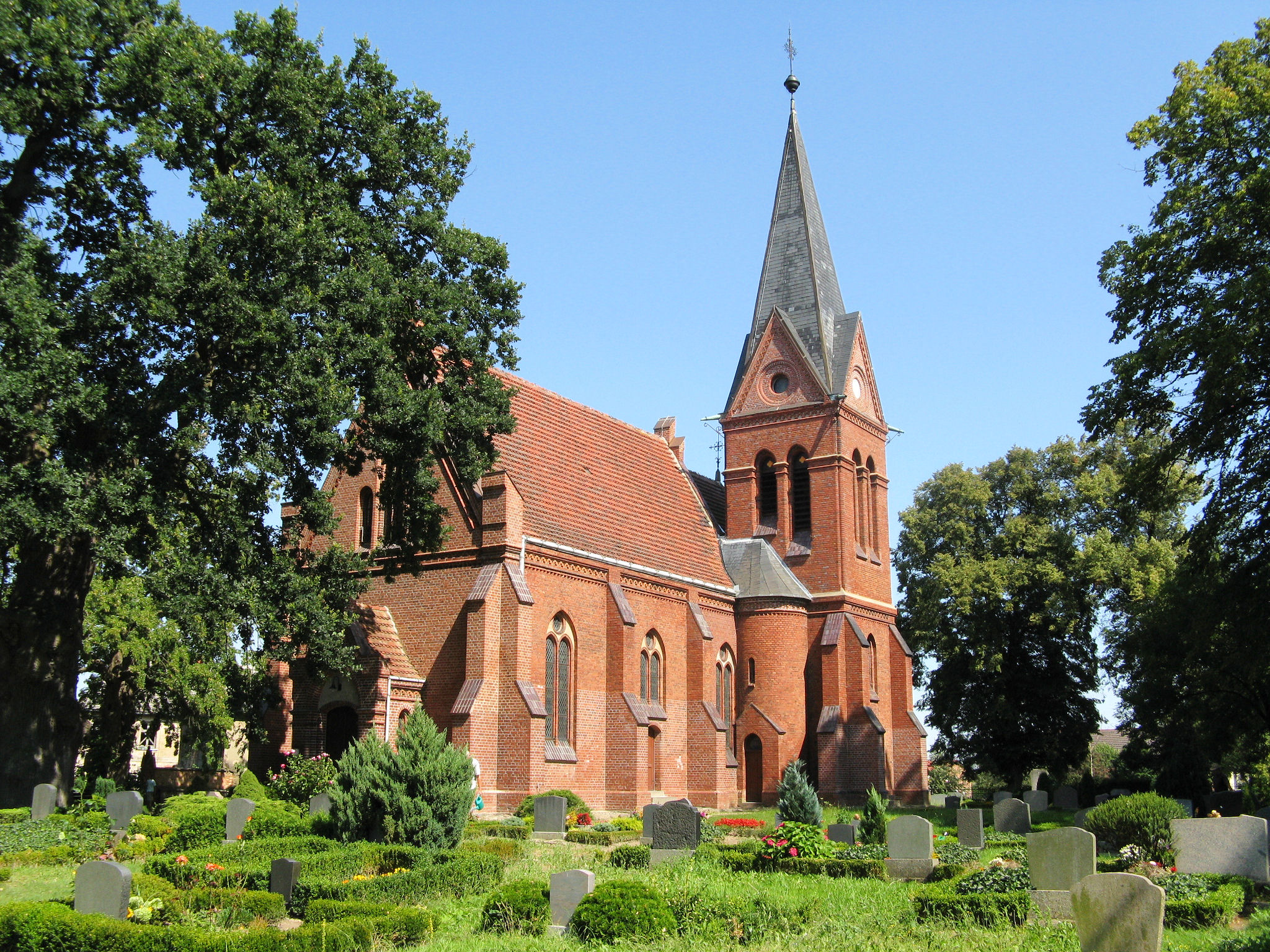
Kerk te Groß Methling (1891) bij Stubbendorf
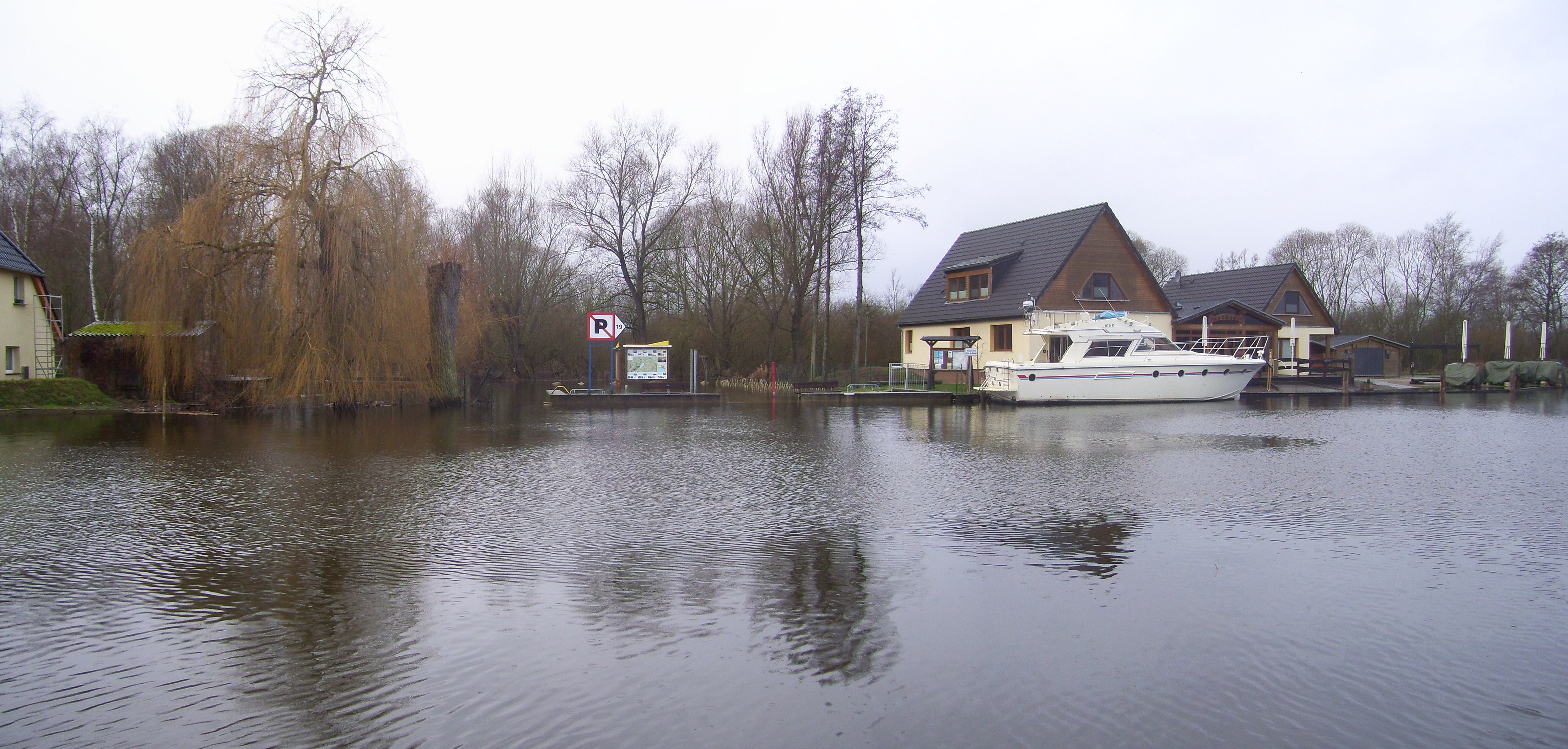
Uitspanning Aalbude
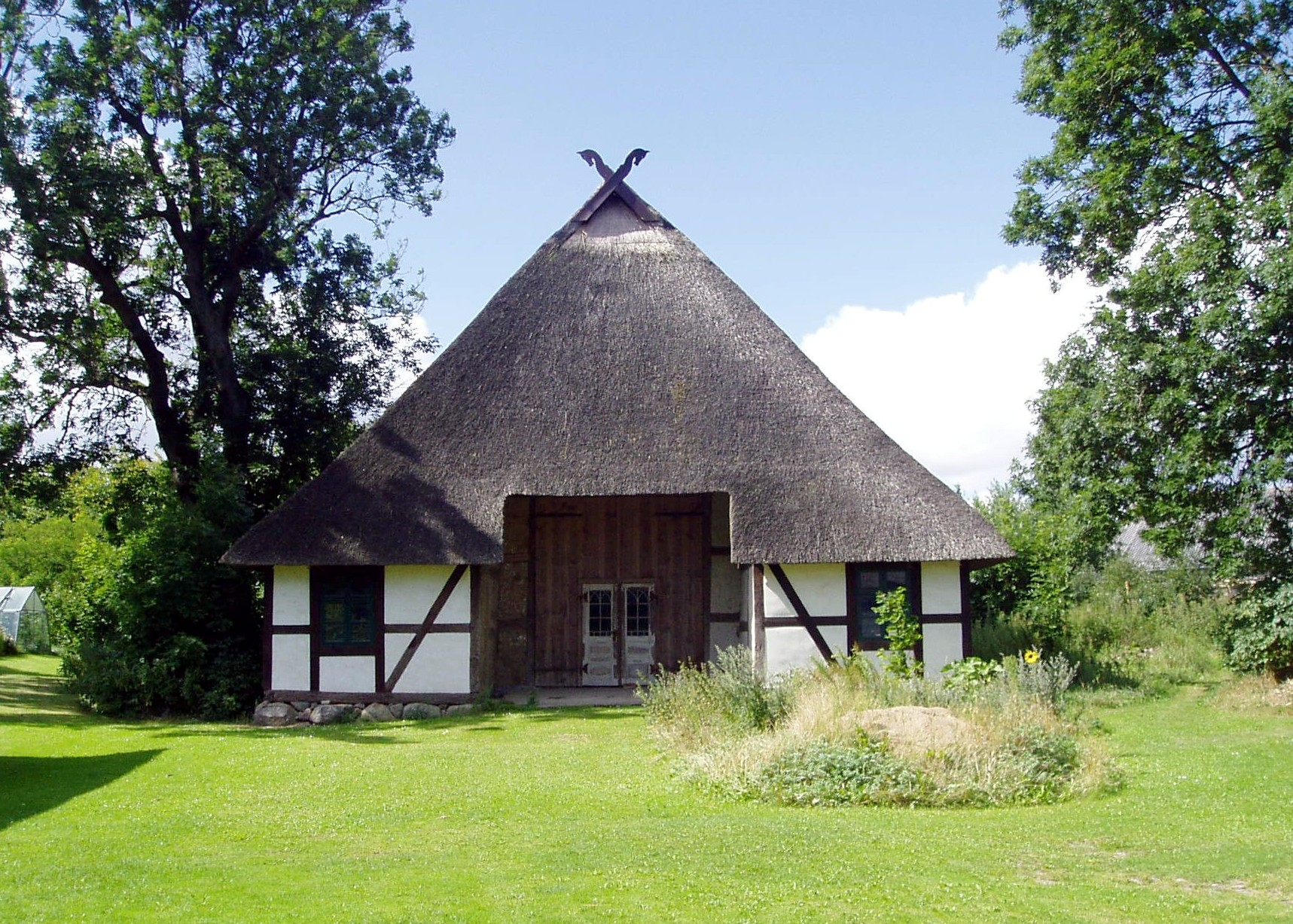
17e-eeuwse boerderij bij het gehucht Glasow, ten westen van Dargun

## Partnergemeentes
Dargun onderhoudt jumelages met:
- Hohenlockstedt, Sleeswijk-Holstein, sedert 1990
- Karlino, Polen,sedert 2000